# Leopardus braccatus
El gato del Pantanal (Leopardus braccatus) es una especie de pequeño felino del centro de Sudamérica. Hasta el año 2020 era considerada una subespecie de Leopardus colocolo.

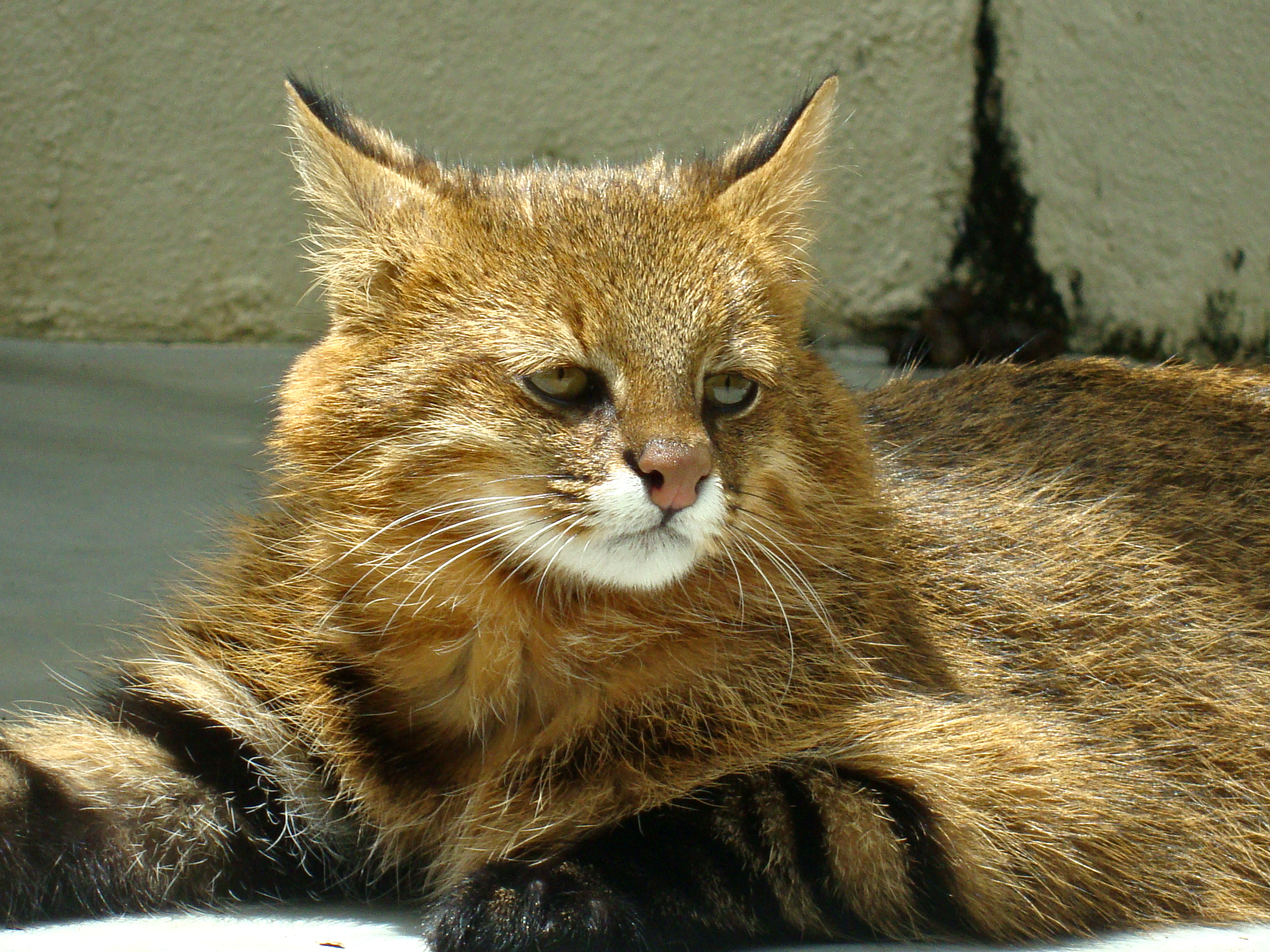
Leopardus braccatus en el Jardín Zoológico de Bello Horizonte.

## Distribución
Habita en pastizales y sabanas del centro del Brasil, el este de Bolivia, el oeste del Paraguay y el extremo noreste de la Argentina.

## Taxonomía
La especie estuvo subdividida en dos subespecies, separadas por el río Paraná. Una de ellas era Leopardus braccatus braccatus, distribuido por el centro del Brasil, el este de Bolivia (Beni), el oeste del Paraguay, y el chaco húmedo u oriental en la Argentina, habiéndoselo fotografiado en el Parque nacional Río Pilcomayo en la provincia de Formosa. La otra era Leopardus braccatus munoai el gato del pajonal uruguayo, distribuido por el sur del Brasil, todo el Uruguay y la mesopotamia argentina. Este último taxón fue elevado a especie independiente (Leopardus munoai) por lo que L. braccatus quedó como una especie monotípica.